# 박연환
박연환(1952년 6월 29일 ~ )은 대한민국의 태권도 사범이다. 그는 현재 검은띠 9단을 땄고 국기원 관장 직함을 갖고 있다. 또한 1971년부터 1975년까지 무패의 한국 태권도 챔피언이자 전 미국 올림픽 및 범미 태권도 팀의 코치직을 맡았다.
그는 어린 시절부터 모국인 한국에서 훈련을 받았다. 그는 고려대학교를 졸업하고 대한민국 해병대에서 복무한 후 대한민국 정부에서 아프리카 특사로 파견되어 레소토에서 태권도를 가르치기 시작했다. 1980년 미국에 정착하여 태권도 지도계의 저명한 인물로 자리매김했다. 1983년 그는 태권도를 공식 올림픽 종목으로 인정받기 위해 스포츠로서의 인기를 높이겠다는 목표를 세웠다. 자신을 비롯한 태권도 지도자들의 노고에 부응하여 IOC는 1988년과 1992년 대회에서 태권도 시범종목의 지위를 부여했고, 2000년 호주 시드니 대회를 시작으로 정식 종목으로 채택했다.
그는 또한 뉴욕 주 태권도 협회 회장을 역임했으며 1993년에는 미국 태권도 연합 사무총장이 되었다. 전 미국태권도연맹 부회장이자 USA 태권도 리뷰의 발행인이다. 2013년에는 한국, 일본, 미국과의 학생 교류를 후원하는 비영리단체인 미주한국청소년진흥협회 회장으로 선출됐다. 그는 여러 미국의 대학들에서 강사직을 맡았으며 및 University of Bridgeport 태권도에 관한 여러 도서들을 저술했다.
태권도가 미국 전역에 전파되는 데 큰 영향을 미친 그누 "뉴욕 타임즈"와 "뉴스데이", 거의 모든 주요 무술 잡지의 표지와 주요 TV 네트워크에 소개되었다. 2008년에 그는 미국 TKD 연합의 회장으로 선출되었다. 2010년에 미국 태권도 그랜드마스터 협회로부터 올해의 코치로 선정되었다.
그누 현재 뉴욕주 레빗타운에 있는 자신의 도장에서 초심자부터 검은띠 대회 훈련까지 일주일에 15개 정도의 수업을 가르치고 있다. 1983년부터 미국에 거주했으며 태권도 철학을 공립학교에 전파하는 것을 사명으로 하는 비영리 단체인 미국 태권도 교육 재단의 고문직을 맡고 있다.
태권도 타임스는 2014년 1월호는 한국계 이민자들이 대부분인 한국 학교 설립자부터 미국 태권도계의 리더십 인구 통계 변화에 대한 기사에서 그와 그의 아들인 에드워드와 엘리엇을 소개했다.
2014년 그는 미국 태권도 지역 회원 이사로 임명되었다.
2016년 1월 박씨는 국제 인쇄 및 디지털 간행물인 Tae Kwon Do Life Magazine의 이사장으로 임명되었다.
2019년 8월 그는 천지원 세계무예연맹으로부터 10단 증서를 받았다.
2022년 8월 19일 박 노사는 평생 태권도 발전에 기여한 공로를 인정받아 태권도 명예의 전당에 헌액됐다.